# Чжао Сюй (II)
Чжао Сюй (спрощ.: 赵煦; кит. трад.: 趙煦; піньїнь: Zhào Xù), храмове ім'я Чжецзун (кит.: 哲宗; піньїнь: Zhézōng; 4 січня 1077 —23 лютого 1100) — сьомий імператор династії Сун.

## Життєпис
Походив з імператорського роду Чжао. Був сином імператора Чжао Сюя. Успадкував трон у 8-річному віці після смерті батька. Фактично державою як регентка правила імператриця Гао-тайхоу — мати покійного імператора. Ще до свого приходу до влади вона активно включилась до гострої внутрішньої боротьби з приводу реформ, що проводились на той час з ініціативи Ван Аньши та його прибічників. Її симпатії були на боці противників реформ, тож вона разом із іншими імператорськими родичами домоглась відставки Ван Аньши й поступового відновлення старих порядків. У зовнішній політиці Гао дотримувалась тактики поступок сусідам і передала низку територій на північному заході державі Західна Ся.
Після смерті регентки 1093 року Чжецзун змінив вектор зовнішньої політики, звільнивши та заславши до віддалених провінцій лідерів консерваторів Сима Гуана, Су Ши й Су Че. Імператор віддав перевагу реформаторам, прихильникам Ван Аньши. У зовнішній політиці почався перехід до спротиву зазіханням держави Західна Ся. Було здійснено низку успішних походів, завдяки чому було відвойовано китайські землі, а противник був змушений піти на укладання вигідного для Сун мирного договору.
Водночас за ініціативи Чжецзуна було послаблено податковий тиск на селян, орендарів землі, пом'якшено покарання за кримінальні злочини. 1098 року було створено спеціальне управління, що займалось організацією притулків для старих і безхатьків. Чжао Сюй вважається одним з найгуманіших серед усіх імператорів династії Сун.
Помер Чжецзун після тривалої застуди 23 лютого 1100 року. Трон після того успадкував його брат Чжао Цзі.

## Девізи правління
- Юанью (元祐) 1086—1094
- Шаошен (紹聖) 1094—1098
- Юаньфу (元符) 1098—1100